# Klooster Schönau
Klooster Schönau is een klooster in het bisdom Limburg aan de rand van de Ortsgemeinde Strüth in de Rhein-Lahn-Kreis in de Duitse deelstaat Rijnland-Palts.

## Geschiedenis
In 1117 schonk de voorouder van het huis Nassau, Dudo van Laurenburg, zijn landgoed in Lipporn aan het klooster Allerheiligen in Schaffhausen in Zwitserland om een proosdij te stichten. Hieruit ontstond in 1126 de benedictijnerabdij van Schönau, die werd gesticht door graaf Rupert I van Laurenburg, de zoon van Dudo van Laurenburg.
Tussen 1126 tot 1145 werd het romaanse complex gebouwd, vermoedelijk met een basiliek met drie zijbeuken.
Tegelijkertijd werd naast het monnikenklooster een nonnenklooster gesticht. Van 1141 tot haar dood in 1164 werkte de heilige Elisabeth von Schönau daar. Haar broer Eckbert von Schönau († 1184) trad in 1155 of 1156 in het mannenklooster in.
In 1340 was klooster Schönau economisch zo sterk dat het de stad Frankfurt am Main ondersteuning door bewapende mannen en wagens kon toezeggen.
Het nog steeds bestaande gotische koor en een Elisabethkapel werden tussen 1420 en 1430 aan de noordkant van het schip gebouwd. De Elisabethkapel werd echter na de brand in 1723 niet herbouwd.
Tijdens de Reformatie werden de omliggende gemeenten Strüth, Welterod en Lipporn in de jaren 1541-1544 protestant; het klooster Schönau bleef echter katholiek.
In 1606 werd het nonnenklooster ontbonden, nadat er nog slechts een paar zusters volgens een behoorlijk losse orderegel in Schönau leefden.
Tijdens de Dertigjarige Oorlog overvielen tussen 1631 en 1635 Zweedse en Hessische soldaten klooster Schönau. De Zweden verdreven de monniken, plunderden het klooster, braken het graf van de heilige Elisabeth open en verspreidden haar gebeente. Alleen het schedeldak werd gered. Het wordt tegenwoordig in een reliekschrijn op het rechter altaar van de kerk bewaard.
Een grote brand vernietigde in 1723 kerk en klooster; alleen het gotische koor bleef behouden. De wederopbouw in de volgende jaren in de stijl van de barok gaf het klooster zijn huidige vorm.

## Jongere geschiedenis
Tijdens de secularisatie in de jaren 1802-1803 werd het mannenklooster ontbonden en het klooster kwam in bezit van Nassau. De gebouwen werden gedeeltelijk verkocht aan particulieren. De voorheen met het klooster Schönau verbonden parochie werd onderdeel van het vicariaat-generaal Limburg, waaruit in 1827 het bisdom Limburg ontstond.
In 1904 betrokken de Dernbachse zusters het klooster, van 1947 tot 1975 woonden er bovendien verdreven premonstratenzers uit de abdij van Tepl. De laatste Dernbachse zusters verlieten het klooster in 1986, sindsdien wordt de faciliteit door de plaatselijke katholieke parochie van St. Florin gebruikt. 
Als openbare parochiebibliotheek werd in 1994 de boekenhoek van Schönau geopend. De voormalige boerderijen werden drie jaar later als het "Eine-Welt-Haus Kloster Schönau" een leer- en ontmoetingsplaats voor groepen. Eveneens in de ruimtes van het Eine-Welt-Haus werden in 2001 een computertrainingscentrum en een internetcafé ingericht.